# Statsepidemiolog

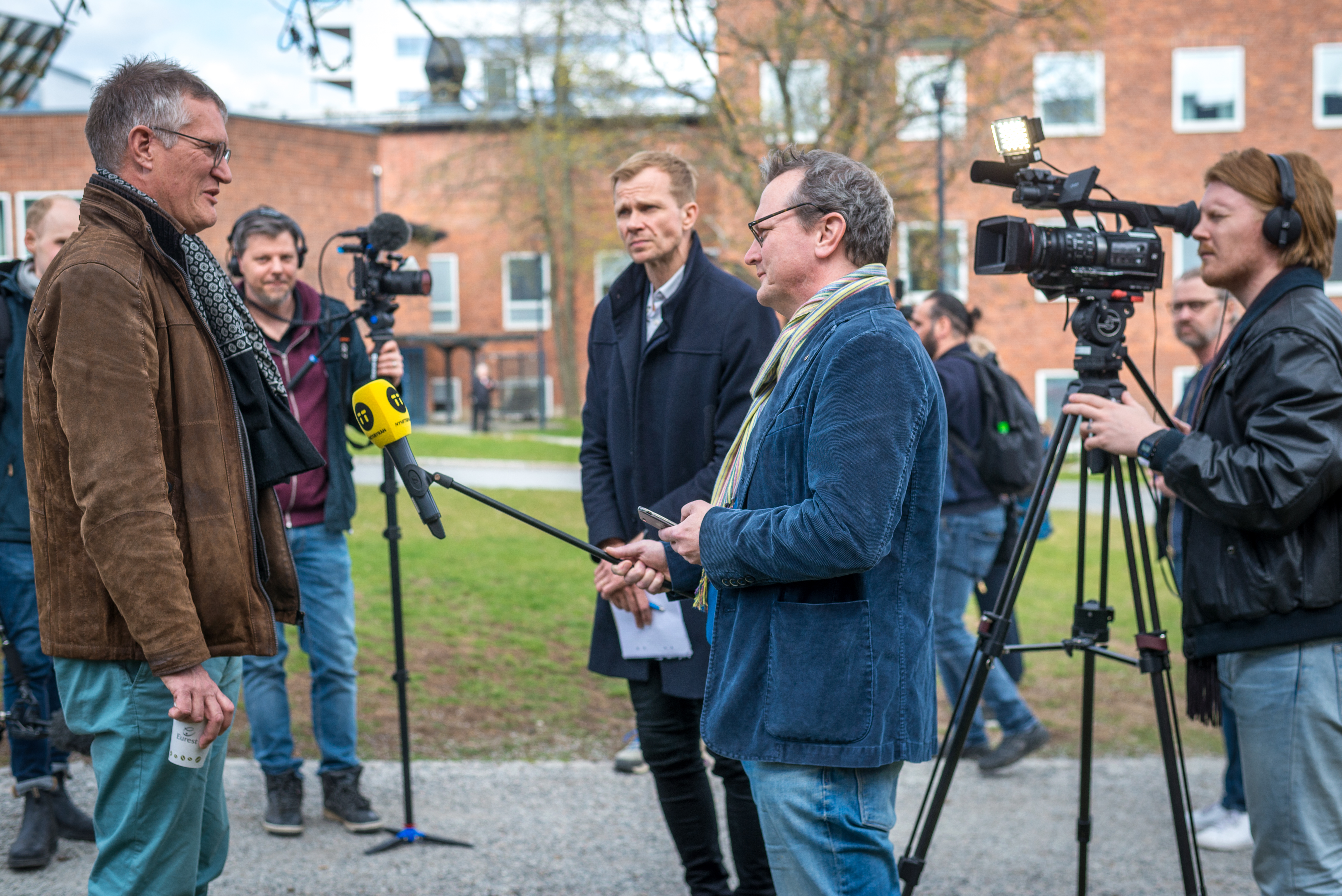
Tidigare statsepidemiologen Anders Tegnell intervjuas av pressen under covid-19-pandemin på Karolinska institutets campus i Solna.

Statsepidemiolog är en svensk tjänstemannatitel med uppgifter enligt utdrag 2020-05-11 ur Folkhälsomyndighetens arbetsordning:
Statsepidemiolog
7 § Vid myndigheten finns det en statsepidemiolog och en biträdande statsepidemiolog, vilka utses av generaldirektören. I uppdraget ingår att samordna arbetet med att övergripande följa och analysera utvecklingen av smittsamma sjukdomar och skyddet mot dessa nationellt och internationellt, analysera konsekvenserna av denna utveckling för samhället och den enskilde och andra smittskyddsåtgärder inom hälso- och sjukvården och andra berörda samhällssektorer.”
Statsepidemiologen var ursprungligen chefstjänsten för epidemiologiska avdelningen vid Statens bakteriologiska laboratorium (SBL) när avdelningen inrättades 1955 och  1993 överfördes tjänsten till Smittskyddsinstitutet i samband med att SBL avvecklades och Smittskyddsinstitutet upprättades. Avdelningen och tjänsten ingår sedan 2014 i Folkhälsomyndighetens organisation.
Statsepidemiologerna har hittills varit läkare med specialistkompetens inom endera mikrobiologi (virologi/bakteriologi) eller akuta infektionssjukdomar samt forskningsmeriterade.

## Innehavare
- 1956–1976: Bo Zetterberg
- 1976–1993: Margareta Böttiger
- 1995–2005: Johan Giesecke
- 2005–2013: Annika Linde
- 2013–2022: Anders Tegnell
- 2022–2023: Anders Lindblom
- 2023–: Magnus Gisslén[3]